# ウスヒラタケ

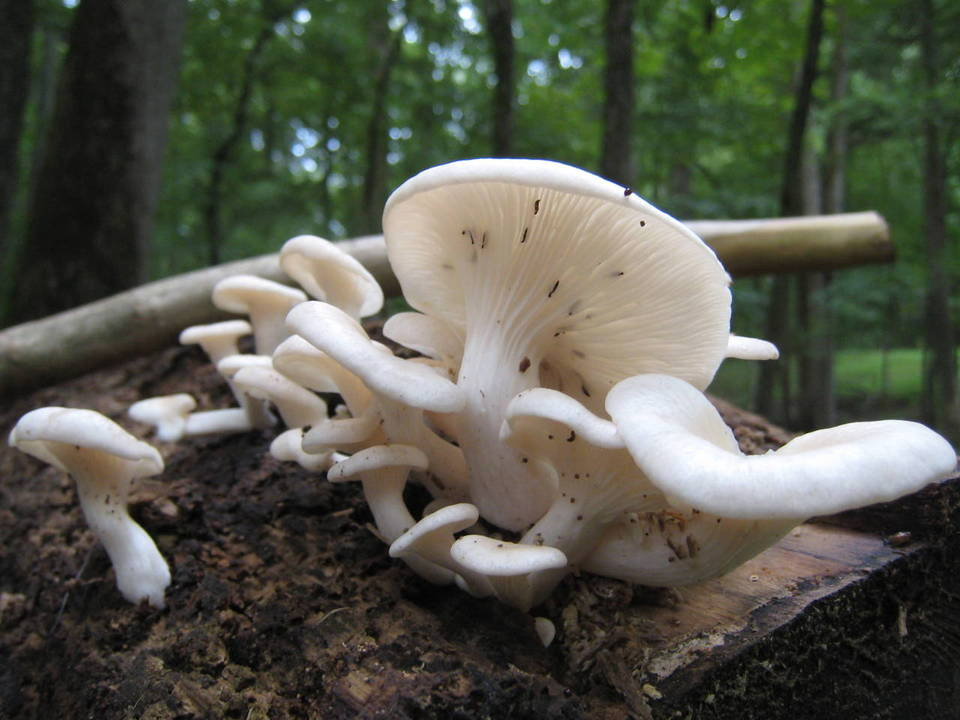
ウスヒラタケ

ウスヒラタケ（薄平茸、学名: Pleurotus pulmonarius）は、ヒラタケ科ヒラタケ属に分類される小型から中型の食用キノコ。傘は半円形で、表面は薄い灰色、ヒダは白色で、茎が無いのが特徴。発生時期は夏から秋で、ヒラタケよりも肉が薄くてやわらかく、食味は弱いがクセがない。

## 分布・生態
日本、ヨーロッパおよび北アメリカに分布する。
木材腐朽菌（白色腐朽菌、腐生菌、腐生性）。野生のものは、夏（梅雨時期）から初秋にかけて、人里やシイ・カシ林、雑木林、ブナ・ミズナラ林、クルミなど、さまざまな広葉樹の倒木や切り株の上に折り重なる様にして群生する。特に夏場の山地の渓流や沢沿いの倒木などで見かけられる。

## 形態
野生のウスヒラタケは、ヒラタケよりも小型で薄く、傘の色は白から淡桃色のものが多い。傘の径は2 - 8センチメートル (cm) 、傘は半円形で、若いときはまんじゅう形をしているが、生長すると半円形や扇状になる。傘肉は中央部で厚さ1 - 3ミリメートル (mm) で、ヒラタケよりも薄く、下から見ると透けて見えるほどで、肉もやわらかくて脆い。ときに粉臭がある。若い時期の傘は薄褐色を帯びているが、やがて白色から薄い灰色、淡い黄色へと変化する。傘裏のヒダははじめ白色で、古くなるとクリーム色からレモン色を帯び、柄に垂生する。ヒダにできる小さなコブは、キノコバエが運ぶ線虫の寄生によるものである。
柄は傘の縁から発生するがほとんど発達せず、長さ0.5 - 1.5 cm と非常に短いかほとんど欠くので、倒木などに傘が直接付着しているように見える。胞子は6 - 10 × 3 - 4マイクロメートル (μm) の円柱形。胞子紋はやや灰色からピンク色。

## 利用
食用とされる。「シメジ」と称して販売される事もあるが、シメジ属の「ホンシメジ」とは別種。
クセのない味で、口当たりが良くしっとりとした歯触りが好まれる。非常に香りが良く、新鮮なものはかじると良い香りが口の中に広がる。ビタミンB1、ビタミンB2を多く含んでいる。肉質がやわらかいことから、洋風の煮込みや、和風のすまし汁やけんちん汁などの汁物、鍋物への利用がが向いており、すき焼きや味噌汁の具、あんかけ、鉄板焼き、バター炒めなどの炒め物、アヒージョ、パエリアなど和洋問わずさまざまな料理に使える。

## 近縁種
ヒラタケの仲間には、食用に適さないキヒラタケ、スエヒロタケや、食用になるヒラタケ、本種のウスヒラタケがある。
ヒラタケ（Pleurotus ostreatus）は晩秋から冬にかけて発生し、傘は濃い灰色で肉がもっと厚い。対してウスヒラタケは梅雨から夏にかけて多く発生する。